# Stout Scarab
Stout Scarab — американский легковой автомобиль, выпускавшийся в 1930-х годах Stout Motor Car Company в Детройте, штат Мичиган.
Является самым первым в мире автомобилем с кузовом минивэн, а также первым автомобилем с кузовом из стеклопластика.

## История
Scarab сильно отличался как внешне, так и технически от автомобилей той эпохи. Большинство машин имели устанавливающиеся отдельно шасси и кузов. Двигатель располагался продольно, за передней осью машины, в длинной передней части. Позади него располагался пассажирский салон; крутящий момент, как правило, передавался на задние колёса. Подобный тип конструкции считался наиболее удачным в то время.
Scarab имел низкий, ровный пол; двигатель Ford-V8 располагался в задней части. Создатель машины — автомобильный и авиационный инженер Уильям Б. Стаут (William B. Stout) использовал её для путешествий и как «офис на колёсах». Кузов Scarab, разработанный голландским инженером Джоном Тъяарда (John Tjaarda) напоминал алюминиевый фюзеляж самолёта.
Благодаря очень короткому, обтекаемому «носу» и сужающемуся верху задней части кузова автомобиль имел современный моноширинный (или однообъёмный) кузов — минивэн. Салон был оборудован съёмным столом и поворачивающимися на 180° задними сидениями.
Напоминавший по обтекаемому, аэродинамическому стилю Chrysler Airflow, автомобиль считался в то время «некрасивым», но сегодня, благодаря футуристическому и изысканному дизайну, является ярким представителем стиля ар-деко.

## Инновации
Scarab имел длинную, 134-дюймовую (3430 мм) колёсную базу, более просторный салон, чем любой американский автомобиль того времени. Вследствие размещения двигателя за пределами колёсной базы, за задней осью, впереди образовалось свободное пространство и руль находился почти прямо над передними колёсами. Сбоку располагалась единственная дверь для пассажиров. Сидения в салоне могли быть сконфигурированы в любом положении (за исключением водительского). Интерьер отделывался деревом, хромом и кожей. В элементах дизайна присутствовал древнеегипетский мотив «скарабей», включавший, в частности, эмблемы. Обзор спереди и сбоку напоминал вид из вагона, при этом отсутствовали зеркала заднего вида.
Scarab имел независимую подвеску на всех четырёх углах, что обеспечивало более гладкую и комфортную езду. На автомобиль Scout-Scarab была установлена пневматическая подвеска разработки 1933 года компании Firestone Tire & Rubber Company Limited, где вместо обычных пружин были использованы четыре прорезиненных воздуходувных меха. Воздух в них закачивался четырьмя небольшими индивидуальными компрессорами. Заднее расположение двигателя, повлекшее за собой смещение веса, обеспечивало лучшие сцепление и управляемость. Привод — задний, с трёхступенчатой механической коробкой передач собственного производства. По тем временам это было дорого. Но и сам автомобиль, без ложной скромности, был уникальным.

## Производство
Первый работающий прототип Scarab был построен в 1932 году. Второй автомобиль, завершённый в 1935 году, являлся эволюцией первого, включая небольшие изменения дизайна и конструкции. Передние фары прикрывались тонкой вертикальной решёткой, а на задней части кузова находились узкие хромированные молдинги от заднего окна до бампера в стиле арт-деко. Для экономии кузова отныне изготавливались из стали.
Стаут заявил, что автомобили будут выпускаться в ограниченном количестве на заказ. Предполагалось построить до ста машин на небольшой фабрике в Дирборне, штат Мичиган. Несмотря на положительные отзывы в прессе, стоимость Scarab составляла $5000 (для сравнения, стоимость роскошного и ультрасовременного Chrysler Imperial Airflow составляла $1345), что исключало массовую популярность, несмотря на инновации. Всего собрано не более девяти экземпляров ручной сборки, среди которых нет двух идентичных.
Помимо девяти металлических автомобилей, Стаут построил один Scarab с кузовом из стекловолокна. Как и другие его собратья, он также имел монообъёмный кузов с дополнением в виде пневматической подвески.
Сразу после окончания Второй мировой войны Стаут построил ещё один прототип Scarab, представленный в 1946 году, также имевший заднее расположение двигателя. Он не пошёл в производство.
На своём Scarab Стаут проехал свыше 250 000 миль в путешествиях по США.
До пяти автомобилей дошли до наших дней. Один из них, 1935 года постройки, находится в Owls Head Transportation Museum в Оулс-Хэд, штат Мэн.